# 歩兵第214連隊
歩兵第214連隊（ほへいだい214れんたい、歩兵第二百十四聯隊）は、大日本帝国陸軍の連隊のひとつ。

## 沿革
- 1939年（昭和14年）

2月7日 - 編成下令
3月23日 - 軍旗拝受
4月4日 - 中支派遣のため新潟港出帆
編成地である会津若松にちなみ略帽の星章の上に白虎のしるしをつける。
4月21日 - 湖北省大冶県大冶に移駐。その後、中支及び北支の警備及び各作戦に参加する。
- 1942年（昭和17年）

1月10日 - バンコクに上陸
2月1日 - 泰緬国境を越え、ビルマに進攻
3月8日 - ラングーン占領
4月9日～20日 - エナンジョン油田付近の戦闘に参加。同地における戦闘に対し第15軍司令官より感状授与。
- 1944年（昭和19年）

3月8日 - インパール作戦に参加。インパールを南方から攻略する第33師団の中突進隊となり、アラカン山中のトンザンに向け進攻開始。
4月にはアラカン山系を越えインパール平地周辺に到達。インパールの外郭陣地であるビシェンプール等を攻撃するが、損害続出し戦力は大幅に低下する。
6月に入りもはや連隊としてまとまった攻撃が不可能となった後は少人数による潜入攻撃（斬込み）を実行したが、その内、第9中隊はインパールまで4マイルの地点まで進出し、これがインパール作戦中もっともインパールに近づいた日本軍部隊となった
- 1945年（昭和20年）

1月～4月 - イラワジ会戦及びメイクテーラ会戦に参加
5月 - モールメン付近の警備に当たる
8月14日 - タイへの移駐開始
8月25日 - 軍旗奉焼

## 歴代連隊長
| 代 | 氏名       | 在任期間     | 備考 |
| -- | ---------- | ------------ | ---- |
| 1  | 佐藤謙     | 1939.3.9 -   |      |
| 2  | 浜田十之助 | 1940.3.11 -  |      |
| 3  | 作間喬宜   | 1941.10.15 - |      |
| 末 | 林正直     | 1945.6.18 -  |      |